# بواتو شرنت
بيطو شَرَنت أو بُواتُو-شَرَنت أو بواتو-شارنت (بالفرنسية:  تُنطق [اسمع في هذا المتصفح]Poitou-Charentes)‏ هي منطقة في وسط غرب فرنسا وعاصمتها هي بواتييه.
تحيط بها كل من المناطق التالية: في الشمال الغربي بايي دو لا لوار, في الشمال الشرقي سانتر, في الجنوب الشرقي لِمُزان وفي الجنوب الغربي أقطانية. وفي الغرب تحدها المحيط الأطلسي.
تتكون هذه المنطقة من أربعة أقاليم وهي فيين ومركزه بواتييه، دو سيفر ومركزه نيور، شَرَنت ومركزه أنغوليم وشَرَنت مَرِتِم ومركزه لا روشيل.
أخذت اسمها من اسم المقاطعة القديمة بواتو والتي يحلا محلها حاليا إقليم فيين وإقليم دو سيفر في شمال المنطقة ومن اسم نهر شَرَنت الذي يتدفق عبر إقليم شانت وإقليم شَرنت ماريتيم في الجنوب.

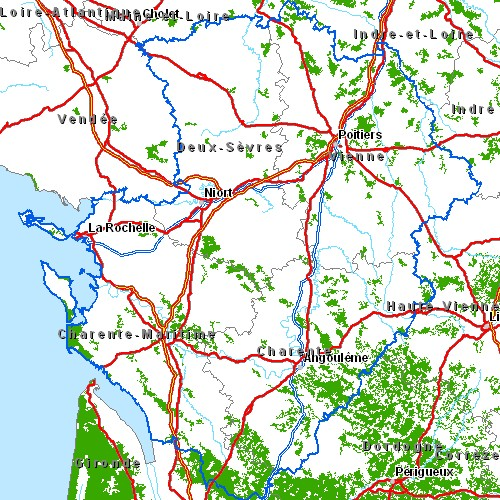
خريطة بواتو شَرَنت